# 147-й меридіан західної довготи
147-й меридіан західної довготи — лінія довготи, що лежить на 147 градусів західніше Гринвіцького меридіана. Вона проходить від Північного полюса через Північний Льодовитий океан, Північну Америку, Тихий океан, Південний океан та Антарктиду до Південного полюса.
147-й меридіан західної довготи формує велике коло разом із 33-тім меридіаном східної довготи.

## Список географічних об'єктів, що перетинає 147° зх. д.
Починаючи на Північному полюсі та рухаючись до Південного полюса, 147-й меридіан західної довготи проходить через:
| Координати                                                   | Країна, територія або море | Примітки                                                              |
| ------------------------------------------------------------ | -------------------------- | --------------------------------------------------------------------- |
| 90°0′ пн. ш. 147°0′ зх. д. / 90.000° пн. ш. 147.000° зх. д.  | Північний Льодовитий океан |                                                                       |
| 72°47′ пн. ш. 147°0′ зх. д. / 72.783° пн. ш. 147.000° зх. д. | Море Бофорта               |                                                                       |
| 70°18′ пн. ш. 147°0′ зх. д. / 70.300° пн. ш. 147.000° зх. д. | США                        | Аляска — проходить через острови Стоктона                             |
| 70°17′ пн. ш. 147°0′ зх. д. / 70.283° пн. ш. 147.000° зх. д. | Море Бофорта               |                                                                       |
| 70°9′ пн. ш. 147°0′ зх. д. / 70.150° пн. ш. 147.000° зх. д.  | США                        | Аляска                                                                |
| 60°56′ пн. ш. 147°0′ зх. д. / 60.933° пн. ш. 147.000° зх. д. | Затока Принца Вільгельма   | Проходить східніше острова Глейшер, Аляска, США                       |
| 60°18′ пн. ш. 147°0′ зх. д. / 60.300° пн. ш. 147.000° зх. д. | США                        | Аляска — проходить через острів Монтегю                               |
| 60°15′ пн. ш. 147°0′ зх. д. / 60.250° пн. ш. 147.000° зх. д. | Тихий океан                | Проходить західніше атолів Арутуа і Каукура[en], Французька Полінезія |
| 60°0′ пд. ш. 147°0′ зх. д. / 60.000° пд. ш. 147.000° зх. д.  | Південний океан            |                                                                       |
| 76°0′ пд. ш. 147°0′ зх. д. / 76.000° пд. ш. 147.000° зх. д.  | Антарктида                 | Проходить через Землю Мері Берд, на яку жодна країна не претендує     |